# Souls of Black
Souls of Black (с англ. — «Души, полные черноты») — четвёртый студийный альбом американской трэш-метал-группы Testament, выпущенный в 1990 году. Альбом достиг 73 строчки в хит-параде США, что даже лучше их предыдущего диска Practice What You Preach.
Souls of Black продолжил линию своего предшественника, и по стилю мало чем отличается от предыдущего альбома. Песни на альбоме представляют собой музыкально переделанные и лирически переписанные песни, которые были демозаписями в конце 1980-х, никогда официально не выпущенными. Одной из главных причин создания Souls of Black была возможность для группы участвовать в турне Clash of the Titans с Megadeth, Slayer и Suicidal Tendencies, которое началось незадолго до релиза альбома. Гитарист Эрик Питерсон объясил журналу Guitar World: «Мы вроде как поторопились с альбомом, чтобы попасть на концерт, который мы не хотели пропускать и лейбл сказал, что нам нужно выпустить альбом. В этом году мы совершили несколько гастролей со Slayer, и мы выступали с Megadeth за два или три года до этого.» Группа также открывала Judas Priest в их туре Painkiller и Megadeth.
Алекс Хендерсон из AllMusic наградил альбом двумя с половиной звездами из пяти, сказав: «Testament звучит очень похоже на три предыдущих альбома и так же тяжело, как и раньше», в то время как он добавил, что Souls of Black «не на уровне The New Order, но, тем не менее, является желанным дополнением к в общем стоящему каталогу Testament». Альбом вошел в американские чарты 3 ноября 1990 года, достиг 73 позиции и оставался в чартах 8 недель. Souls of Black также считается влиятельным гитарным альбомом, попав в топ-10 гитарных альбомов 1990 года журнала Guitar World под номером 9.
Перезаписанная песня Souls of Black фигурировала в видеоигре Rock Band 2 2008 года.

## Список композиций
| №   | Название               | Текст песни               | Музыка                      | Длительность |
| --- | ---------------------- | ------------------------- | --------------------------- | ------------ |
| 1.  | «Beginning of the End» | —                         | Питерсон                    | 0:36         |
| 2.  | «Face in the Sky»      | Билли                     | Питерсон, Сколник           | 3:53         |
| 3.  | «Falling Fast»         | Билли                     | Питерсон, Клименте          | 4:05         |
| 4.  | «Souls of Black»       | Билли                     | Питерсон, Сколник, Клименте | 3:22         |
| 5.  | «Absence of Light»     | Билли, Сколник            | Питерсон, Билли             | 3:55         |
| 6.  | «Love to Hate»         | Питерсон, Клименте, Билли | Питерсон, Сколник           | 3:40         |
| 7.  | «Malpractice»          | Сколник, Билли            | Сколник, Питерсон           | 4:43         |
| 8.  | «One Man's Fate»       | Билли                     | Питерсон, Клименте          | 4:49         |
| 9.  | «The Legacy»           | Сколник, Билли, Питерсон  | Питерсон, Клименте, Сколник | 5:30         |
| 10. | «Seven Days of May»    | Сколник, Билли            | Питерсон, Сколник           | 4:41         |

## Участники записи
- Чак Билли — вокал
- Алекс Сколник — гитара
- Эрик Питерсон — гитара
- Грег Кристиан — бас-гитара
- Луи Клементе — ударные
- Марк Уолтерс, Стив Квартарола и Богдан Яблонский — дополнительный бэк-вокал
- Записано в Fantasy Studios, Беркли, Калифорния
- Майкл Розен и Testament — продюсеры
- Майкл Розен — звукоинженер
- Винсент Войно — помощник звукоинженера
- Том Койн в Hit Factory, Нью-Йорк — мастеринг
- Уильям Бенсон — передняя обложка

## Позиции в чартах
| Чарт(1990)                       | Позиция |
| -------------------------------- | ------- |
| Billboard 200                    | 73      |
| Oricon Albums Chart              | 70      |
| Великобритания (UK Albums Chart) | 35      |